# 피터 로빈슨 (정치인)
피터 데이비드 로빈슨(영어: Peter David Robinson, 1948년 12월 29일 ~ )은 북아일랜드의 행정수반을 지낸 영국의 정치인이다.
2008년부터 2016년까지 직무를 수행했으며, 부인인 아이리스 로빈슨 전 의원이 연하남과 불륜 소동을 벌여 물의를 빚었다.
| 전임 이언 페이즐리 | 북아일랜드 행정수반 2008년 6월 5일 ~ 2016년 1월 11일 직무정지: 2010년 1월 11일 ~ 2010년 2월 3일 직무정지: 2015년 9월 10일 ~ 2015년 10월 20일 | 후임 알린 포스터 |

| 전임 상 파렌 (공석) | 제3대 재정인사장관 2007년 5월 8일 ~ 2008년 6월 5일 | 후임 나이젤 도즈 |